# Gabinete Floquet
O Gabinete Floquet foi o ministério formado por Charles Floquet em 03 de abril de 1888 e dissolvido em 14 de fevereiro de 1889. Foi o 26º gabinete da Terceira República Francesa, sendo antecedido pelo Gabinete Tirard I e sucedido pelo Gabinete Tirard II.

## Contexto
Charles Floquet foi apoiado pelos radicais que não queriam dar o poder a Georges Clemenceau, a quem os moderados (ou oportunistas) também queriam evitar. Portanto, o novo gabinete foi apoiado apenas para combater o boulangismo. Como o Gabinete Tirard fracassou na questão da revisão constitucional, o governo de Floquet buscou dar prioridade a essa reforma. Este projeto só foi apresentado em outubro de 1888 e a discussão só começou em fevereiro de 1889. O projeto de revisão dizia respeito, primeiramente, ao método de elaboração das leis, a fim de reduzir o tempo necessário para sua elaboração.
Mais uma vez, o general Georges Boulanger foi vetado no Ministério da Guerra e substituído pela primeira vez por um civil: Charles de Freycinet. O gabinete era uma garantia para os moderados, porque sua visão a respeito de reformas tributárias era bastante limitada. O ministério foi criado no início de abril e compareceu imediatamente à Assembleia Nacional Francesa, onde a recepção foi fria e não contou com um voto de confiança devido ao fim da sessão parlamentar. O governo, aliás, entre junho e dezembro de 1888, foi bastante bloqueado pela situação parlamentar. Em 13 de dezembro, as dificuldades financeiras pelas quais passava o país foram tornadas públicas. Enquanto isso, Boulanger, após renunciar a seu mandato parlamentar em julho, foi reeleito em três departamentos nas eleições de agosto.
Entre suas reformas, Floquet propõe retornar à votação distrital nas próximas eleições legislativas, apoiado por moderados, mas também sob pressão do Presidente da República, Sadi Carnot. Em janeiro de 1889, o gabinete apresentou o projeto de lei sobre o tema, bem como um projeto de lei contra agitações facciosas, visando o boulangismo. No entanto, em fevereiro, durante a discussão do projeto, conservadores, boulangistas e alguns moderados aprovaram um adiamento indefinido, paralisando a discussão. Floquet, então, apresentou imediatamente a renúncia do governo à Assembleia e depois ao Presidente da República. No mesmo dia, o Presidente nomeou Jules Méline como Presidente do Conselho de Ministros, mas este recusou e recomendou a manutenção de Floquet no cargo. Enquanto isso, circulavam rumores de que Charles de Freycinet está formando um novo governo, mas ele complica as negociações ao querer um gabinete totalmente moderado. Então, em 23 de fevereiro de 1889, Pierre Tirard foi novamente escolhido para formar um governo.

## Composição
- Presidente da República: Sadi Carnot
- Presidente do Conselho de Ministros: Charles Floquet
- Ministro dos Estrangeiros: René Goblet
- Ministro da Justiça e Cultos: Joannis Ferrouillat (1888-1889); Edmond Guyot-Dessaigne (1889)
- Ministro do Interior: Charles Floquet
- Ministro da Guerra: Charles de Freycinet
- Ministro das Finanças: Paul Peytral
- Ministro da Marinha e Colônias: Jules François Émile Krantz
- Ministro da Instrução Pública e Belas Artes: Édouard Lockroy
- Ministro das Obras Públicas: Pierre Deluns-Montaud
- Ministro da Agricultura: Jules Viette
- Ministro do Comércio e Indústria: Pierre Legrand

## Realizações
- Subscrição de títulos da Companhia Universal do Canal Interoceânico do Panamá, com a obtenção de 800 mil francos;
- Exigência de um documento de identidade para os estrangeiros residentes na França;
- Aprovação de uma lei que restabelece o voto distrital e uninominal para a eleição de deputados.